# Assedio di Macerata del 1377
L'assedio di Macerata fu un conflitto che ebbe luogo a Macerata nel 1377 tra le truppe dei Da Varano e quelle di Lucio di Landau e Rinalduccio da Monteverde.

## Antefatto
La crisi dei comuni portò all'instaurarsi di una signoria anche a Macerata. Furono i guelfi Mulucci a imporre il loro dominio, all’incirca tra 1321 e la metà del secolo, pur con varie interruzioni. Una signoria più potente finì però per subentrare ai maceratesi Mulucci: quella dei camerti Da Varano che dominarono la città tra XIV e XV secolo, procurandole conflitti e un duro assedio, nel 1377, da parte delle compagnie di ventura di Lucio di Landau e Rinalduccio da Monteverde.

## L'assedio
All’inizio del 1377 i comuni marchigiani furono sotto attacco da parte di una Lega ghibellina alleata con Firenze contro il Papa nell'ambito della Guerra degli Otto Santi; ciò comportò la distruzione dell’opera di assestamento e di pacificazione tra i comuni marchigiani e i signori compiuta dal cardinale Egidio Albornoz. Gregorio XI scese in Italia preoccupato della situazione dello stato pontificio e si rivolse ai signori di Camerino e convinse Rodolfo Da Varano a lasciare il comando dell’esercito della Lega. I fiorentini, indignati per il tradimento di Rodolfo Da Varano, mandarono ambasciatori presso di lui per indurlo a ritornare fedele alla Lega, ma poiché Rodolfo rifiutò gli ambasciatori gli dichiararono guerra.
Iniziò così la guerra fra il comune di Firenze e i Da Varano. Il primo vantava come alleati due grandi compagnie: una di tedeschi, guidata da Lucio di Landau Conte di Svevia, l’altra di inglesi guidata da Giovanni Acuto. Rodolfo tentò di difendere i paesi rimasti fedeli alla Chiesa e di conquistare Matelica con l’aiuto delle milizie camerti di 1500 cavalieri Bretoni inviati dal Papa e di 70 maceratesi accorsi in rinforzo. 
Il conte Lucio essendo a conoscenza dell’importanza del possesso di Macerata per i Da Varano, vi fece accampare la sua compagnia, mentre Rinalduccio di Monteverde si pose fuori Porta Mercato e presto iniziarono gli assalti contro la città. Macerata era difesa dai suoi abitanti guidati da Antonio di Guadambio, inoltre il Da Varano, per meglio soccorrere la città assediata, iniziò a spedire messi e lettere ai priori maceratesi da Tolentino dove si era trasferito con il suo esercito per dire loro di resistere a oltranza. Il Da Varano assoldò anche sentinelle e cavalieri per la custodia dei passi e tre uomini per la guardia al molino del Potenza. Data la lunghezza dell’assedio e la carestia che sottoponevano i difensori al rischio di malattie, Rodolfo spedì verso Macerata i capitani Antonio da Recanati e Bante di Visso con un totale di 75 uomini i quali riuscirono a penetrare nella città con rifornimenti. A settembre il Da Varano per far desistere Lucio dall’assedio inviò un araldo per sfidarlo in battaglia: i due eserciti, quello di Rodolfo composto da 3600 uomini tra camerti e Bretoni, e quello della Lega composto da oltre 6000, si scontrarono nei piani della Rancia sotto Monte Milone. Nel combattimento le milizie di Lucio riuscirono ad accerchiare quelle del Varano e alla fine dello scontro più di 200 tra camerti e Bretoni morirono sul campo e altri 600 furono fatti prigionieri dai tedeschi. Rodolfo si rifugiò a Tolentino e Lucio avendo vinto e avendo indebolito Macerata ritornò nuovamente per stringerla d’assedio; il podestà vedendo il nemico approssimarsi ordinò di accelerare i lavori per la difesa e il 3 novembre vennero assunti 100 fanti inviati da Rodolfo e si nominò come nuovo capitano Vagnozzo di Bassi da Montegiorgio che fu posto al comando della difesa. Precedentemente erano stati nominati 9 pennonieri per sorvegliare le porte e la piazza. A causa del cattivo tempo e dell’impazienza i tedeschi convinsero il conte Lucio a tentare un attacco decisivo che avvenne il 5 novembre. I cittadini sentendo la campana corsero alla difesa dei punti più minacciati e contrattaccarono gli assalitori mentre i pennonieri sbarravano le porte e gli sbocchi delle vie con catene per impedire ai fanti di Lucio di irrompere nella città. Dopo reiterati assalti i tedeschi riuscirono a sfondare le mura presso porta San Salvatore servendosi di arieti ma nel tentativo di riversarsi all’interno della città i difensori, accorsi in massa, li costrinsero a una fuga disordinata lasciando sul terreno morti e feriti. Poiché l’esercito condotto dal Da Varano stava avanzando verso Macerata, il conte Lucio preferì cessare l’assedio e riunirsi a Rinalduccio da Monteverde. Il 6 novembre 1377 Macerata si liberò dopo tre mesi di assedio.

## Considerazioni conclusive
Il 6 novembre 1377, data della fine dell’assedio, i maceratesi per dimostrare riconoscenza a San Leonardo lo proclamarono protettore della città; per molti anni si continuò a festeggiare il giorno di San Leonardo fino al 1850 quando questa celebrazione cadde in oblio. I reggitori di Macerata furono assillati da continue richieste di pagamento degli stipendi degli uomini del Da Varano fino a quando il 29 luglio 1378 il comune di Macerata fu costretto a sborsare 525 ducati d’oro al Da Varano e 101 ducati ai soldati di quest’ultimo per saldare le spese di guerra. Tali spese gravarono sulla condizione economica del comune di Macerata che si trovava già in crisi.